# Нишский университет
Нишский университет (серб. Универзитет у Нишу) — один из университетов Сербии. Учреждён 15 июня 1965 года на основе располагавшихся в городе Ниш факультетов Белградского университета. В 2023 году включал в себя 14 факультетов:
- Естественных наук (Ниш, с 1999 года)
- Защиты на производстве (Ниш, с 1976 года)
- Искусств (Ниш, с 2002 года)
- Машиностроительный (Ниш, с 1960 года)
- Медицинский (Ниш, с 1960 года)
- Природно-математический (Ниш, с 1999 года)
- Сельскохозяйственный (Крушевац, с 2017 года)
- Строительства и архитектуры (Ниш, с 1960 года)
- Технологический (Лесковац, с 1979 года)
- Физической культуры (Ниш, с 1999 года)
- Философский (Ниш, с 1971 года)
- Экономический (Ниш, с 1960 года)
- Электроники (Ниш, с 1960 года)
- Юридический (Ниш, с 1960 года)

Главное здание университета было построено в 1887 году для нужд тогдашних окружных властей, по проекту неизвестного венского архитектора. Находится в центре города, на правом берегу реки Нишавы. В 2008 году здание было реконструировано.
В 2014 году на церемонии в Брюсселе Европейская комиссия наградила Нишский университет логотипом Human Resources Excellence in Research.

## Учёная степень доктора наук
Для получения учёной степени доктора наук в университете Ниша соискателю необходимо опубликовать в журналах с импакт-фактором из списков SCI или SCIE не менее одной статьи по теме диссертации, в которой он является первым автором. Для социально-гуманитарных наук, а также архитектуры и градостроительства допустима публикация результатов диссертационного исследования в национальных журналах. Соискатели степени в области искусства представляют художественные произведения. Во всех научных и художественных областях необходимо иметь основное авторство в публикации какого-либо журнала, издаваемого Нишским университетом или факультетом Нишского университета.

## Известные выпускники
- Миша Дацич — пианист.
- Александра Ерков — политик.
- Ранко Кривокапич — черногорский политический и государственный деятель.
- Зоран Перишич — кардиолог, учёный и политик.
- Катица Хедрих — учёный-механик, профессор.